# ミネラル・デ・ポソス
ミネラル・デ・ポソス（Mineral de Pozos）
は、メキシコのグアナフアト州にある自治体（町）。
メキシコ政府観光局(SECTUR)（スペイン語: Secretaría de Turismo (México)）
によりプエブロ・マヒコとして選出された観光地。